# Ribeauvillé
Ribeauvillé (în germană Rappoltsweiler, în alsaciană: Rappschwihr) este un oraș în Franța, sub-prefectură a departamentului Haut-Rhin, în regiunea Alsacia.